# Mega Man X5
Mega Man X5, вышедшая в Японии под названием Rockman X5 — видеоигра для игровой системы PlayStation в жанре платформера, пятая часть в серии Mega Man X. Сюжет игры является нелинейным, предоставляя игроку несколько путей завершения игры. Разработанная компанией Capcom, игра впервые была выпущена на игровой системе PlayStation в Японии 30 ноября 2000 года, а на следующий год и в Северной Америке и странах PAL региона. В 2002 году игра была портирована на операционную систему Microsoft Windows.
В игре Икс и Зеро, главные герои, преодолевают восемь уровней на выбор, на каждом из которых они могут получить специальное оружие от босса этого уровня. Продюсер Capcom Кэйдзи Инафунэ намеревался сделать Mega Man X5 заключительной частью серии. Действие игры происходит в 22 веке, где люди сосуществуют с андроидами, называемыми «Реплоиды». Икс и Зеро снова сталкиваются со своим заклятым врагом Сигмой, который стремится уничтожить планету и заразить всех реплоидов вирусом.
Игра была переиздана в сборнике Mega Man X Collection для Nintendo GameCube и PlayStation 2 в 2006 году, а позже и в другом сборнике — Mega Man X Legacy Collection 2 для Nintendo Switch, PlayStation 4, Xbox One и PC в 2018 году.

## Игровой процесс
Игровой процесс Mega Man X5 схож с игровым процессом предыдущих игр серии Mega Man X. Игра проходит по различным уровням в жанре экшн-платформера, которые можно проходить в любом порядке. Игровой процесс в основном сохранил характерные черты предыдущих игр серии. Однако в Mega Man X5 перед началом уровня можно выбирать между персонажем по имени Икс, специализирующимся на стрельбе, и Зеро, мастером ближнего боя с мечом. После победы над боссами оба персонажа получают новое вооружение и технику. Кроме того, в игре впервые появилась возможность менять уровень сложности. Также были добавлены новые механики движения: приседание и висение на верёвках.
Когда игрок выбирает одного из героев в начале игры, другой получает определённые ограничения. Так, Икс теряет свою «Четвёртую Броню» из Mega Man X4, а Зеро — оружие Z-Buster. Иксу доступны четыре типа брони: Четвёртая Броня, секретная броня и две дополнительные, компоненты для которых разбросаны по уровням в капсулах. Икс не может носить отдельную часть брони без остальных элементов соответствующего комплекта. Зеро может находить оставленные доктором Лайтом капсулы брони, но, как правило, не может использовать содержащиеся в них детали брони — он может только забирать их для передачи Иксу. Если Зеро находит капсулу с секретной бронёй Икса, доктор Лайт предлагает ему вместо этого чёрную броню, которая усиливает его способности.
После прохождения вводного уровня игроку даётся 16 попыток бросить вызов четырём боссам-«Маверикам» на разных уровнях для получения частей оружия «Энигма» и его дальнейшей сборки. Это оружие необходимо для защиты планеты от падения космической колонии «Евразия». В определённые моменты появляется промежуточный босс Динамо, мешающий игроку. Если Икс подвергается воздействию достаточного количества вирусов Сигма, его состояние здоровья резко ухудшается. Зеро, попадая под действие такого количества вирусов, временно становится неуязвимым и его сила атаки увеличивается. Между уровнями игрок может попытаться выстрелить из «Энигмы» в «Евразию», при этом шансы на успех увеличиваются с течением игры.

## Сюжет
Действие Mega Man X5 разворачивается в неопределённом году 22-го века, обозначенном как «21XX». Человечество адаптировалось к жизни с «реплоидами» — интеллектуальными андроидами. Но некоторые реплоиды становятся «мавериками», совершая преступления и устраивая беспорядки. Главный злодей серии, Сигма, распространяет вирус, который при заражении реплоидов обращает их в мавериков. Он также нанимает реплоида Динамо с целью захватить космическую колонию «Евразия» и уронить её на Землю. Чтобы предотвратить это, Охотники на Мавериков разрабатывают два плана: либо прострелить колонию с помощью пушки «Энигма», либо добраться до неё на космическом шаттле и уничтожить её изнутри.
Чтобы увеличить вероятность успеха, Охотники Икс и Зеро отправляются за деталями для двух устройств с помощью своих новых товарищей по команде: Алия, Дуглас и Сигнас. Необходимые компоненты для усовершенствования «Энигмы» и шаттла находятся у восьми Мавериков, и Икс с Зеро должны победить их, чтобы получить детали. Вне зависимости от того, было ли успешным применение «Энигмы», на Земле обнаруживается новый вирус, которого Алия опознаёт как «вирус Сигма». Если один из двух методов работает, Икс и Зеро начинают поиски источника вируса. Если шаттл терпит крах или время заканчивается, колония сталкивается с планетой и Зеро заражается вирусом. Открыв источник вируса, Охотники исследуют таинственное подземное убежище, где Икс и заражённый Зеро вступают в дуэль из-за взаимных подозрений.
Если сознание Зеро не подвержено вирусу, то он спасает себя и Икса от Сигмы, и вместе они противостоят Сигме. После поражения Сигма пытается сделать их победу тщетной, пытаясь уничтожить их вместе с собой. Икс пытается спасти Зеро, но на него нападает Сигма, и оба Охотника получают критические повреждения. В этот момент концовка меняется в зависимости от выбранного игроком персонажа. Если Зеро побеждает Сигму, он размышляет о своем происхождении и жизни перед смертью. Если Икс побеждает Сигму, он получает лучевой меч Зеро и продолжает жить как Охотник.
Если Зеро становится Мавериком из-за вируса, он жертвует собой, чтобы спасти Икса от Сигмы, и Икс продолжает путь в одиночестве. После поражения Сигмы, Икс серьезно ранен. Таинственная фигура находит его, но удаляет все его воспоминания о Зеро.

## Оценки
| Сводный рейтинг       | Сводный рейтинг |
| Агрегатор             | Оценка          |
| --------------------- | --------------- |
| GameRankings          | 72,73 %         |
| Metacritic            | 76/100          |
| Иноязычные издания    |                 |
| Издание               | Оценка          |
| EGM                   | 6,83/10         |
| Eurogamer             | 5/10            |
| Famitsu               | 27/40           |
| GamePro               | [ 19 ]          |
| GameRevolution        | B               |
| GameSpot              | 7,1/10          |
| IGN                   | 8,5/10          |
| OPM                   | [ 21 ]          |
| Русскоязычные издания |                 |
| Издание               | Оценка          |
| Absolute Games        | 10 % (PC)       |
| OPM RU                | 6,4 из 10 (PS1) |

Mega Man X5 в основном получила положительные отзывы как качественный платформер, но некоторые обозреватели отмечали, что игра не привнесла нового в серию. Обозреватель GameRevolution отметил разницу в игровом процессе между Иксом и Зеро, а также улучшенную графику. Official U.S. PlayStation Magazine счёл, что из-за местоположения врагов игра кажется сложнее предыдущих версий. Однако также по их мнению большое число контрольных точек и продолжений компенсирует эту сложность. Хотя обозревателю также понравился сюжет и множество вариантов концовок, ему не понравилась идея принудительного включения нескольких длинных роликов в середине игры. Eurogamer подчеркнул, что для успешной борьбы с боссами игрокам следует активно собирать различные усилители, например, предметы в форме сердца. Игровая система показалась обозреватедю настолько монотонной, что он порекомендовал переключиться на другую серию — Legends, которая, по его мнению, более новаторская. Журнал Electronic Gaming Monthly заметил схожесть многих элементов игры с Mega Man X4 и назвал взаимодействие между персонажами «наигранным». GameSpot утверждал, что благодаря деталям и дизайну новых боссов игра привлечет не только поклонников Mega Man, но и широкий круг геймеров. В свою очередь, GamePro выразил больше энтузиазма по поводу нововведений и улучшений по сравнению с X4, считая их значимыми для фанатов.
Что касается презентации игры, мнения критиков разделились. GameRevolution выразил одобрение сюжетной линии, напоминающей фильм «Армагеддон», однако считал, что её реализация оставляет желать лучшего из-за необходимости проходить предыдущие уровни, теряя при этом время, отведённое на атаку колонии. В то же время, обозреватель раскритиковал концепцию персонажа Сигма, который, на его взгляд, теперь существует только чтобы быть последним боссом каждой игры серии. Как IGN, так и GameSpot отметили игру за использование ностальгических мелодий, характерных для популярных игр системы Super Nintendo. Версия для персональных компьютеров также стала предметом обзоров: Absolute Games раскритиковал её за отсутствие заметных улучшений в графике или игровом процессе по сравнению с Mega Man X4. В то же время обозреватель «Седьмого волка» отметил хорошую проработку уровней и навыков, необходимых для победы над боссами.
Согласно японскому изданию Famitsu, Mega Man X5 стала третьей по популярности видеоигрой в Японии на момент её выпуска, было продано 46 033 экземпляров. На следующей неделе игра опустилась на восьмое место, и было дополнительно продано 22 963 экземпляров. Данные от Media Create показали, что игра заняла 96 место среди самых продаваемых видеоигр в Японии в 2000 году. Dengeki Online сообщал, что к концу 2001 года в Японии было продано всего 215 687 экземпляров Mega Man X5, что позволило ей занять 132 место среди самых продаваемых игр года в регионе. Данные Toy Retail Sales Tracking (TRST) показали, что X5 стала пятой по популярности игрой для PlayStation в Северной Америке в феврале 2001 года. Впоследствии игра была повторно издана в рамках сборника бюджетных игр PlayStation The Best for Family в Японии.